# Постіл Микола Степанович
Постіл Микола Степанович (1915–1998) — радянський військовик часів Другої Світової війни, Почесний громадянин м. Дніпропетровськ (1995)

## Життєпис
Учасник радянсько-фінської та німецько-радянської воєн. Мав 45 років педагогічного стажу, з них — 30 років був директором СШ № 5 м. Дніпропетровська. 22 роки обирався депутатом Дніпропетровської міської ради, очолював комісію з народної освіти. Був головою Ленінської районної ради ветеранів.